# Ravnje (Valjevo)
Ravnje (Servisch cyrillisch Равње) is een plaats in de Servische gemeente Valjevo. De plaats telt 245 inwoners (2002).

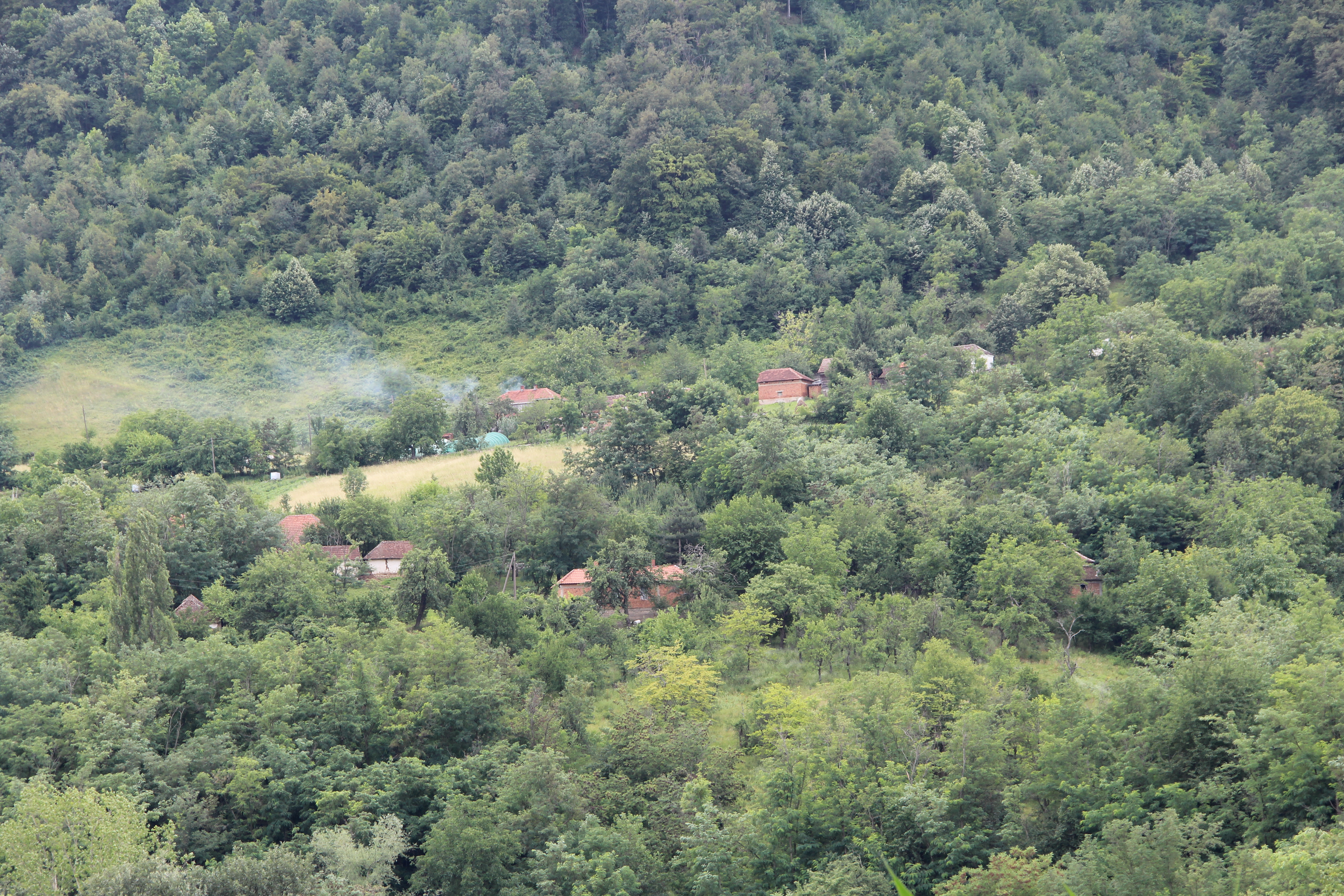
Ravnje - panorama
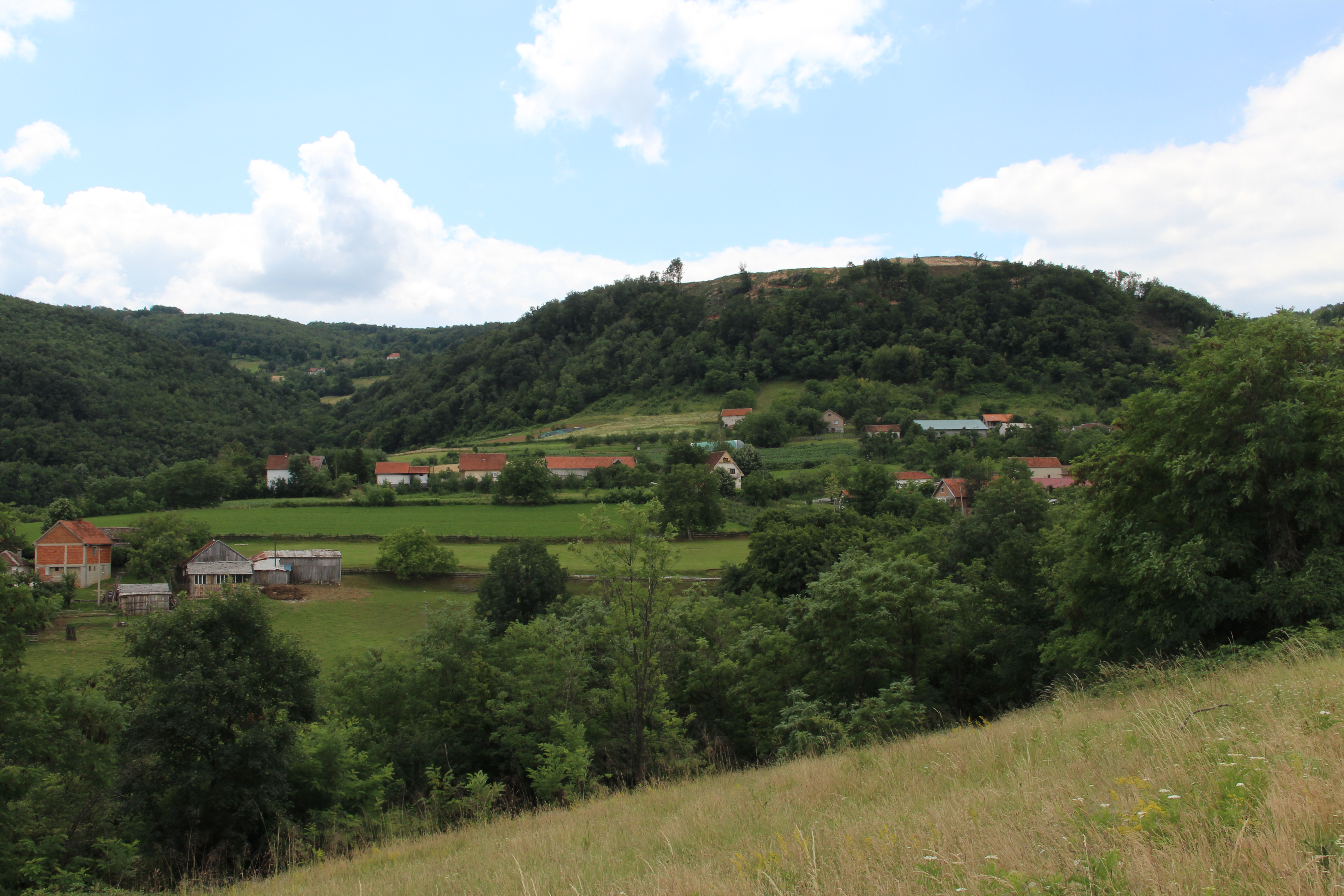
Ravnje - panorama
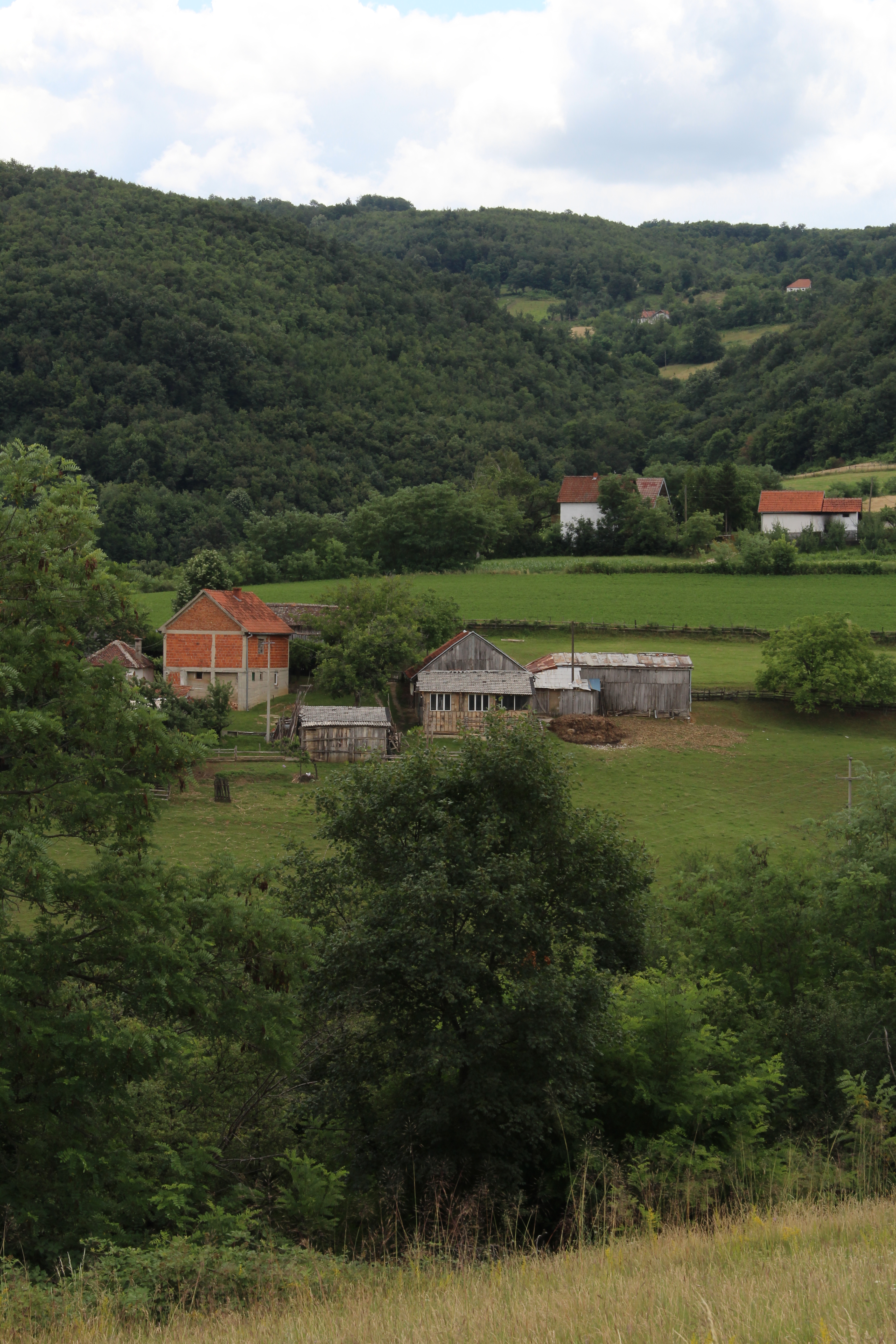
Ravnje - panorama
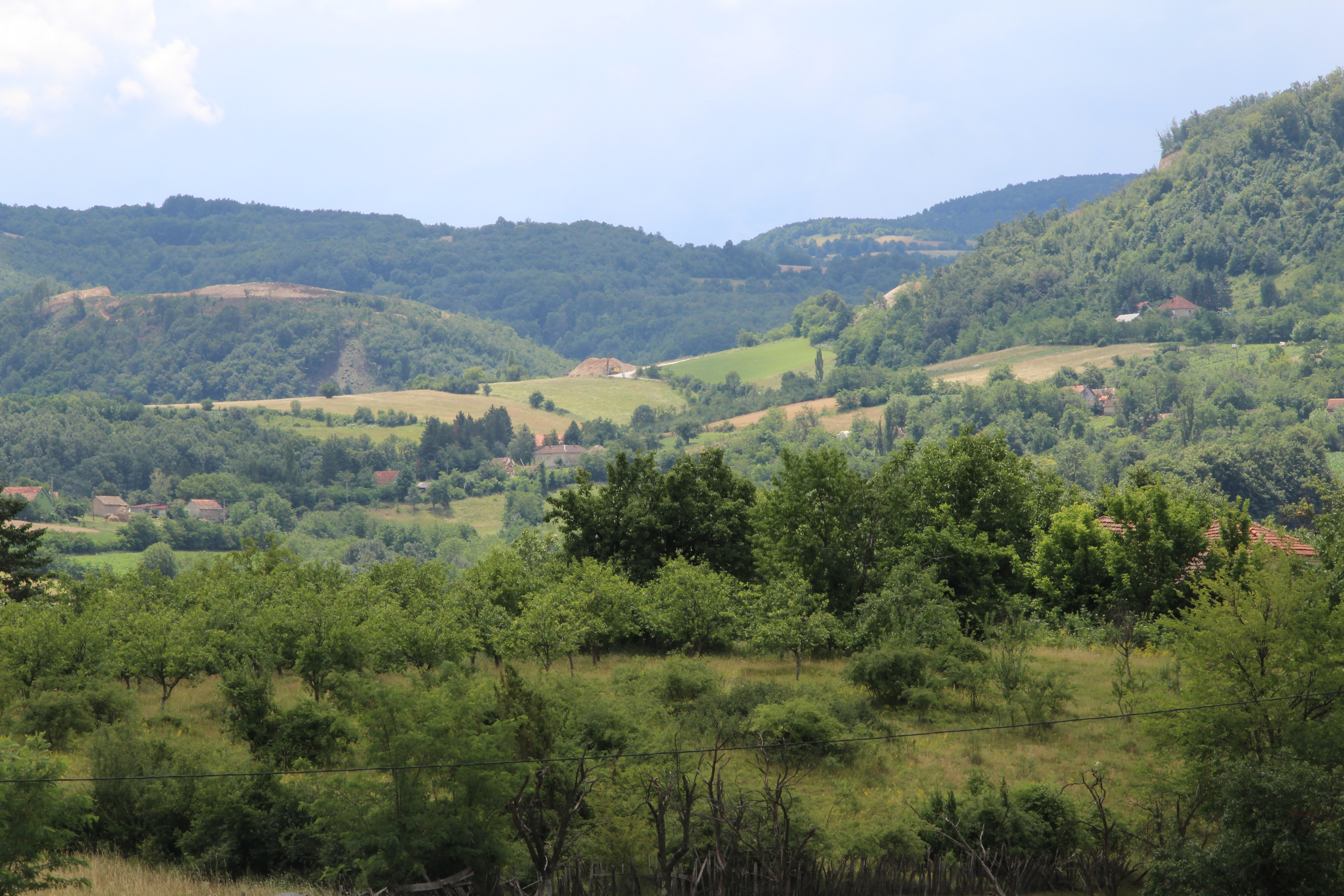
Ravnje - panorama
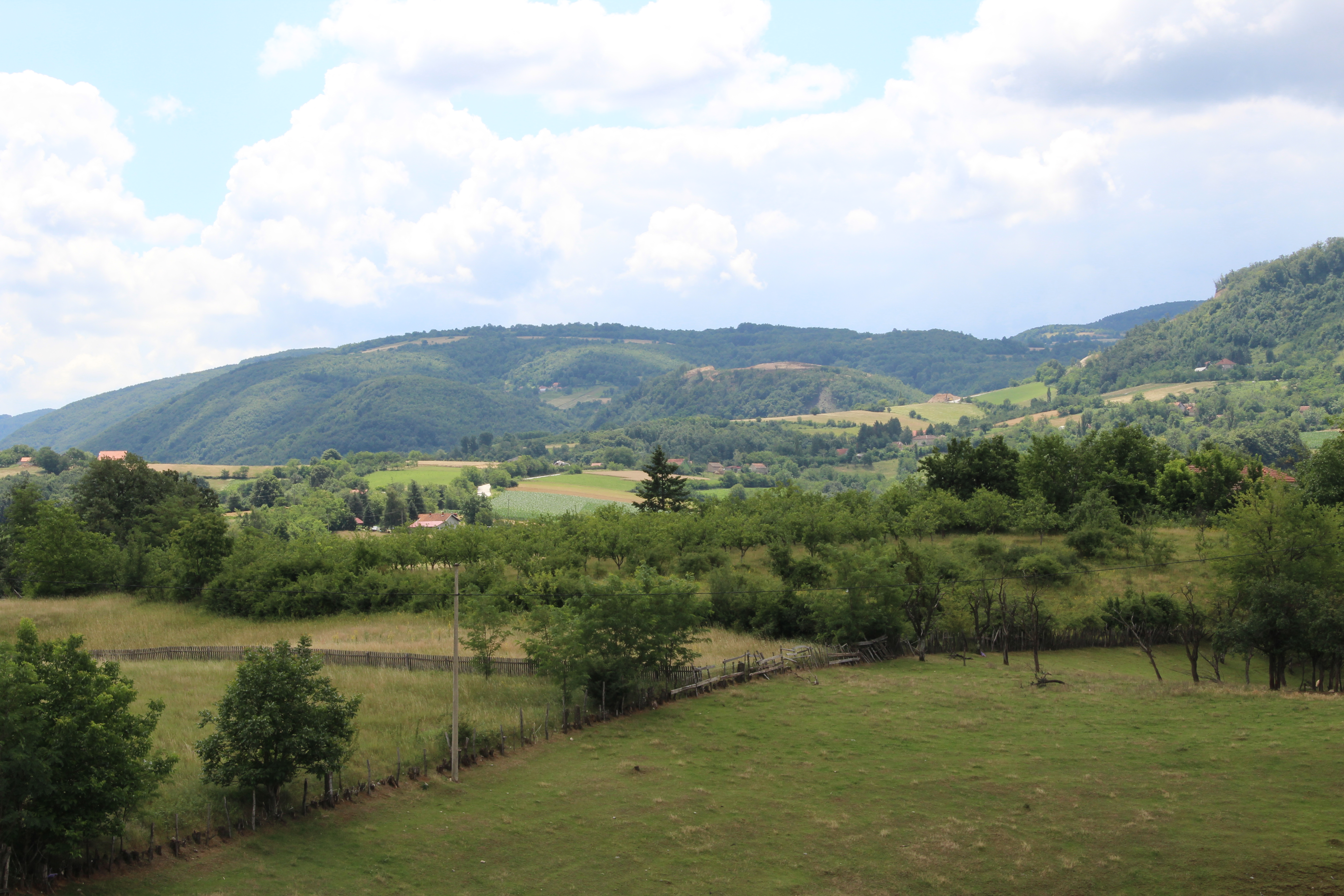
Ravnje - panorama
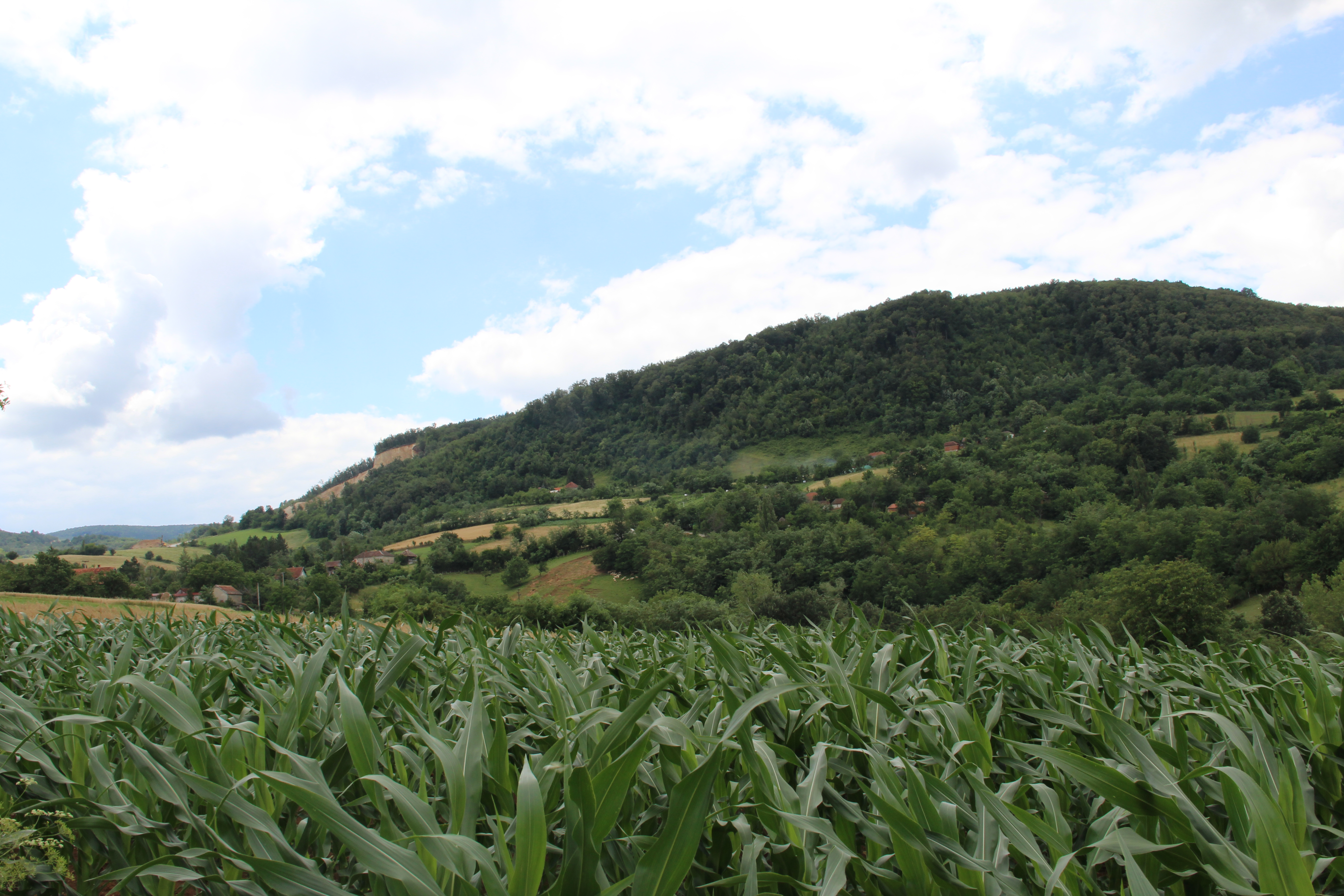
Ravnje - panorama
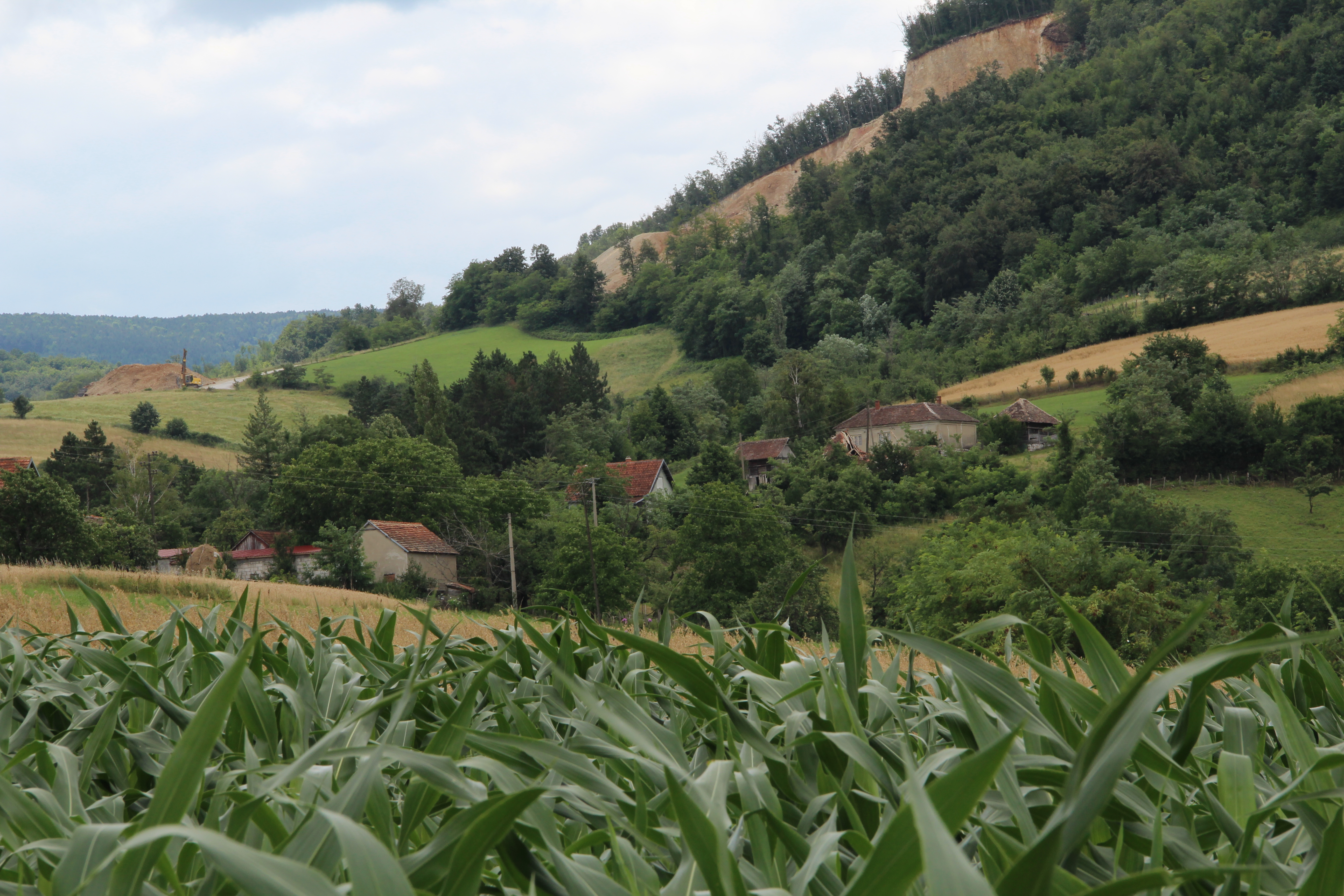
Ravnje - panorama
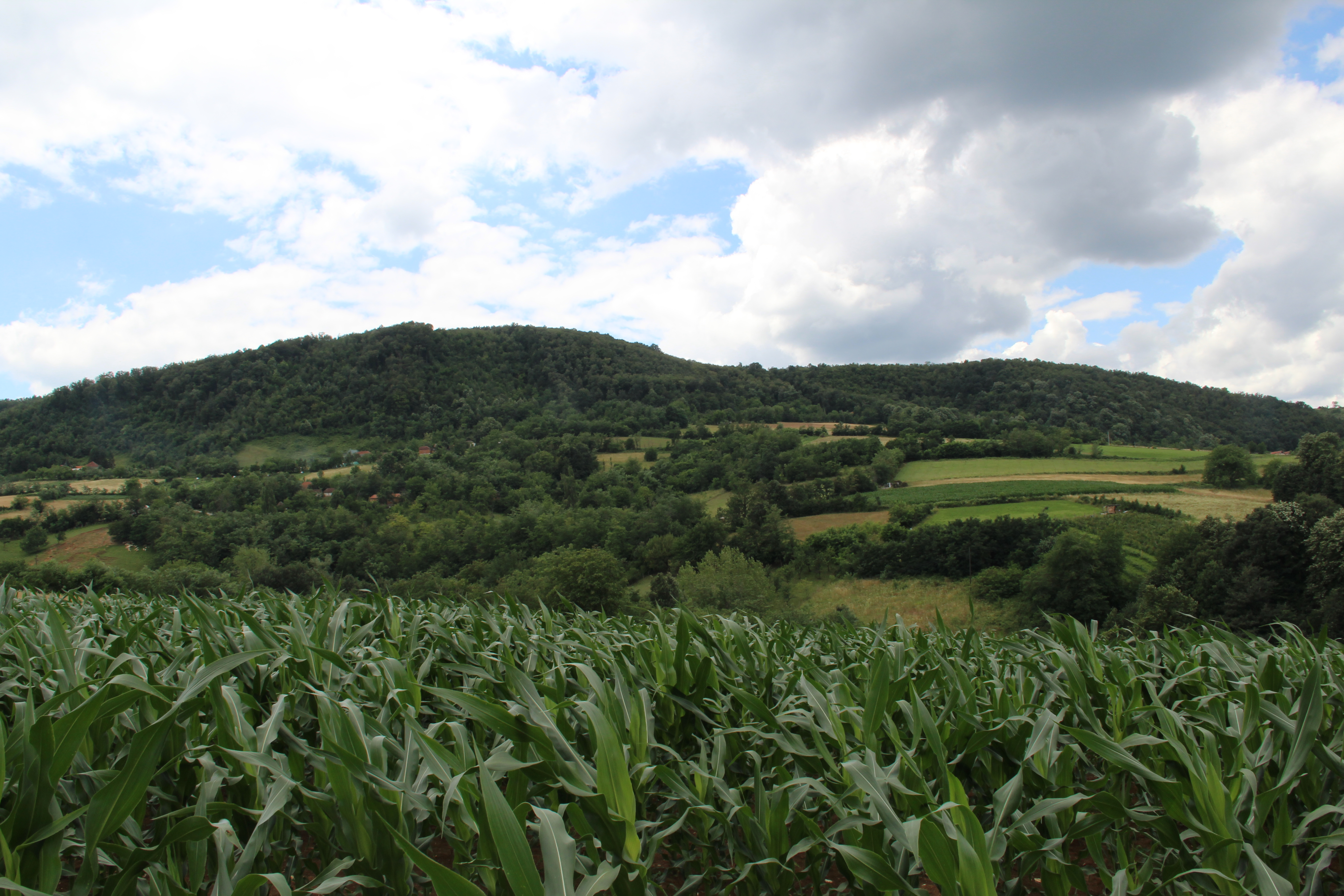
Ravnje - panorama